# California Cactus
California Cactus (abreviado Calif. Cact.) fue una revista ilustrada con descripciones botánicas que fue editada por Edgar Martin Baxter. Fue publicada en el año 1935.